# Acetat de calci
El compost químic  acetat de calci  és la sal de calci de l'àcid acètic. Té com a fórmula Ca (CH  3  COO)  2 . H  2  O. Una fórmula alternativa és Ca (C  2  H  3  O  2 )  2 . El seu nom estàndard és etanoat de calci.
El CAS Nr 62-54-4 (anhidre) i el 5743-26-0 (monohidrat), de massa molar 158.138 g/mol, NFPA 1-1-0, no presenta cap perill per a la salut, l'aspecte és el d'un pols blanc, soluble en l'aigua, amb una densitat d'aproximadament 1.60 kg/l.
- El punt de fusió està sobre els 160 °C. Quan és escalfat per sobre d'aquest punt, pot produir l'explosiu/inflamable acetona.
- La forma anhidra és molt higroscòpica, per tant el mono-hidrat és la forma comuna.

Si s'agrega un alcohol a una solució saturada de l'acetat del calci, es forma un gel semisòlid inflamable que és com un "calor enllaunat" com el Stern.

## Usos
En les malalties renals, els nivells sanguinis de fosfats poden augmentar (anomenada hiperfosfatèmia) que provoca problemes ossis. L'acetat de calci uneix el fosfat a la dieta per reduir els nivells de fosfat en sang.
L'acetat de calci s'utilitza com a additiu alimentari, com a estabilitzador, amortidor i segrestant, principalment en productes dolços amb el número E263.
El tofu s'obté tradicionalment coagulant la llet de soja amb sulfat de calci. S'ha trobat que l'acetat de calci és una millor alternativa; al ser soluble, requereix menys habilitat i una quantitat menor.
Com que és assequible, l'acetat de calci va ser una vegada un material de partida comú per a la síntesi d'acetona abans del desenvolupament del procés del cumè:
Ca(CH3COO)2 → CaCO3(s) + (CH3)2CO
Una solució saturada d'acetat de calci en alcohol forma un gel semisòlid i inflamable que s'assembla molt a productes de "calor enllaunat" com Sterno. Els professors de química solen preparar "California Snowballs", una barreja de solució d'acetat de calci i etanol. El gel resultant és de color blanquinós i es pot formar per semblar una bola de neu.